# Marcel Cazeilles
Marcel Cazeilles (Banyuls dels Aspres, 8 de març del 1906 - 30 d'agost del 2001) va ser un poeta i metge militar nord-català que assolí el grau de general (médecin général, equivalent a general de brigada).

## Biografia
Després de titular-se en medicina a Lió el 1931 entrà a l'exèrcit, al cos de Sanitat. Durant la Segona Guerra Mundial era capità mèdic destinat a la 14à. regió (Lió), i fou internat pels alemanys al Frontstalag de Poitiers, on es custodiaven presoners d'unitats colonials nord-africanes acantonades a França quan la invasió del 1940.
S'especialitzà en radiologia, i fou cap del servei corresponent a l'hospital militar Robert Picqué de Bordeus fins al 1956, quan fou destinat al ministeri de la Defensa Nacional a París. Es dedicà a la medicina nuclear, dirigí el centre d'investigació dels serveis sanitaris de l'exèrcit (1961) i fou nomenat responsable de les mesures de protecció humana enfront de les radiacions en les proves nuclears franceses.
El 1974 publicà en edició bilingüe català-francès el recull de poemes Sol de Tardor (amb pseudònim). Ensenyà a la Universitat Catalana d'Estiu els anys 1974 i 1975. El 1975 era secretari de l'ajuntament de Sant Joan la Cella i en aquesta comesa era el receptor dels originals que optaven als LII Jocs Florals de la Ginesta d'Or. Posteriorment, l'ajuntament de Sant Joan li ha dedicat la sala d'exposicions Espace Marcel Cazeilles.

## Obres
- Joan la Cella (pseud.). Sol de tardor = Soleil d'automne.  Perpignan: Imp. de Canigou, 1974.[Enllaç no actiu]